# Lesotho Liberation Army
Die Lesotho Liberation Army (LLA, deutsch etwa: „Befreiungsarmee von Lesotho“) war eine Untergrundorganisation in Lesotho. Sie wurde 1974 gegründet und 1990 aufgelöst.

## Geschichte

### Vorgeschichte und Gründung
1970 hatte die Basutoland Congress Party (BCP) die Parlamentswahlen gewonnen, Premierminister Leabua Jonathan von der Basotho National Party (BNP) ließ die Auszählung jedoch abbrechen und regierte fortan autokratisch weiter. Die BCP spaltete sich kurz darauf. Ein Teil wurde in die Regierungsarbeit integriert, während der größere Teil um den Parteiführer Ntsu Mokhehle nach einem missglückten Putsch 1974 ins Exil ging. Dort wurde die Gründung der LLA beschlossen, die durch Anschläge das Regime destabilisieren und schließlich stürzen sollte.
Als Kämpfer wurden lesothische Bergleute angeworben, die als Wanderarbeiter in Südafrika lebten. Die Rekrutierung erfolgte durch den Pan Africanist Congress (PAC), eine Anti-Apartheid-Organisation, die selbst im bewaffneten Kampf gegen die südafrikanische Regierung stand und deren Führungsmitglied Potlako Leballo früher der BCP angehört hatte. Das Waffentraining fand mit 178 Basotho in Libyen statt. Leballo wirkte dort von 1974 bis 1976 als Ausbilder mit.

### Aktionen und Einfluss Südafrikas
1975 wurden 15 LLA-Mitglieder in Lesotho inhaftiert und wegen Landesverrats verurteilt. 1976 entließ Südafrika das Homeland Transkei, das an Lesotho grenzte, in die Unabhängigkeit. Entgegen den Erwartungen der südafrikanischen Apartheid-Regierung versagte die BNP-Regierung der Transkei die Anerkennung. Darüber hinaus gewährte sie zahlreichen Mitgliedern des in Südafrika verbotenen African National Congress (ANC) Exil, so dass die südafrikanische Regierung sich gegen die Regierung Lesothos stellte. Sie instrumentalisierte daraufhin die LLA als Druckmittel gegen Lesotho. In den Verhandlungen der Wahrheits- und Versöhnungskommission bestätigten Zeugen die Zusammenarbeit der LLA mit der geheimen südafrikanischen Polizeieinheit Vlakplaas, die systematisch Gegner des Apartheid-Regimes verschwinden ließ, folterte und ermordete. Der US-amerikanische Söldner Bob MacKenzie, der zuvor auf der Seite der Weißen in Rhodesien gekämpft hatte und in der südafrikanischen Armee für besondere Aufgaben eingesetzt war, übernahm die Ausbildung der LLA-Kämpfer in einem Lager bei Lusikisiki in der Transkei.
Mokhehle lebte nach seiner Flucht aus Lesotho in Botswana und Sambia, wurde dort aber zur aufgrund seiner Verbindung zur LLA zur persona non grata erklärt. Im März 1980 sagte er sich öffentlich von der LLA los. Ab 1980 reiste er aber mehrfach nach Südafrika und lebte dort schließlich versteckt in einem Township bei Odendaalsrus im Oranje-Freistaat und schließlich im damaligen Homeland Qwaqwa an der Grenze zu Lesotho.
Am 20. August 1980 trafen sich der südafrikanische Präsident Pieter Willem Botha und Jonathan am Grenzübergang Peka Bridge in einem Wohnwagen. Botha bot an, die Aktivitäten der LLA zu beenden und Mokhehle auszuliefern, wenn Lesotho bestimmte ANC-Flüchtlinge wie Chris Hani ausliefern und andere in weiter entfernte Länder ausweisen würde. Jonathan ließ in der Folge tatsächlich ANC-Flüchtlinge ausweisen, und die Aktivitäten der LLA wurden eingestellt, auch wenn der Austausch von Hani und Mokhehle nicht zustande kam. Als sich das Verhältnis der beiden Regierungen wieder verschlechterte, nahm die LLA ihre Anschläge wieder auf.
Zwischen 1979 und 1986 gab es über hundert Überfälle der LLA in Lesotho. Dabei wurden das Hauptpostamt in Maseru, Hotels, Umspannwerke, Polizeiposten, Grenzübergänge, Kasernen, das US Cultural Centre, BNP-Politiker sowie abtrünnige BCP-Mitglieder angegriffen. Einige Politiker wie der BNP-Arbeitsminister Jobo Rampeta und der BCP-Politiker Koeyama Chakela starben, ein Anschlag auf Leabua Jonathan wäre im August 1983 fast geglückt. Das Auto des bundesdeutschen Botschafters wurde 1981 bei einem Bombenanschlag zerstört. Am 13. Februar 1983 wurde eines der drei Treibstofflager in Maseru gesprengt, offenbar mit Hilfe eines Hubschraubers. Die meisten Anschläge verursachten nur geringe Sachschäden. Mehrere LLA-Mitglieder wurden von lesothischen paramilitärischen Einheiten erschossen. Fast alle Anschläge fanden nahe der südafrikanischen Grenze statt, meist in Maseru. Der südafrikanische Star vermutete schon im November 1982, dass die Anschläge von Südafrika aus gesteuert würden. Anders als die Unita in Angola und die Renamo in Mosambik, die ebenfalls weitgehend von Südafrika gelenkt wurden, konnte sich die LLA keine Basis in Lesotho schaffen. Die Jonathan-Regierung war zwar unpopulär, die LLA wurde aber als Marionette der verhassten Apartheids-Regierung in Südafrika gesehen. Die offenkundige Einmischung Südafrikas machte es für die lesothische Regierung leichter, Entwicklungshilfe westlicher Staaten zu bekommen. 1986 wurde die Jonathan-Regierung gestürzt, nachdem die südafrikanischen Behörden die Grenzen nach Lesotho mehrere Wochen lang weitgehend geschlossen hatten. Die LLA stellte daraufhin ihre Aktivitäten ein. 1988 entführten Mitglieder einer LLA-Splittergruppe einen Bus mit 60 Basotho, die den Papst bei dessen Besuch in Lesotho sehen wollten. Die Militärregierung Lesothos musste die südafrikanischen Behörden um Hilfe bitten, um die Entführung zu beenden.

### Auflösung und Nachwirkungen
1990 konnten die BCP-Mitglieder nach Lesotho zurückkehren, so dass sich die LLA auflöste. Die Eingliederung der LLA-Kämpfer in die Armee Lesothos führte 1994 zu einer Meuterei und schließlich zum Staatsstreich von König Letsie III. und einigen Militärs gegen die 1993 gewählte BCP-Regierung. Die vormaligen LLA-Kämpfer gehörten unterschiedlichen Flügeln der BCP an und sorgten so innerhalb des Parlaments für Unruhe.